# 植地庄抗日战役纪念碑
植地庄抗日战役纪念碑，位于中国广东省广州市番禺区南村镇里仁洞村，为广州市的一个市、县级文物保护单位，类型为近现代重要史迹及代表性建筑，公布时间为1993年8月。
植地庄抗日战役纪念碑的历史年代为1944。